# 德尔莫舍尔
德尔莫舍尔是德国莱茵兰-普法尔茨州的一个市镇。总面积2.88平方公里，总人口139人，其中男性71人，女性68人（2011年12月31日），人口密度48人/平方公里。